# Крингаші
Крингаші (рум. Crângași) — село у повіті Димбовіца в Румунії. Входить до складу комуни Концешть.
Село розташоване на відстані 47 км на північний захід від Бухареста, 28 км на південний схід від Тирговіште, 149 км на схід від Крайови, 106 км на південь від Брашова.

## Населення
За даними перепису населення 2002 року у селі проживали 374 особи, усі — румуни. Усі жителі села рідною мовою назвали румунську.